# Kruszewec
Kruszewec (bułg. Крушевец) – wieś w Bułgarii, w obwodzie Burgas, w gminie Sozopol. W 2023 roku liczyła 938 mieszkańców.